# Upolu
Upolu – wyspa w archipelagu Samoa. Na Upolu znajduje się stolica kraju Apia. Na południowy wschód od wyspy znajdują się dwie mniejsze: Nuʻutele oraz Nuʻulua, a na zachód Manono i Apolima. Najwyższy szczyt, góra Fito ma 1113 metrów n.p.m.

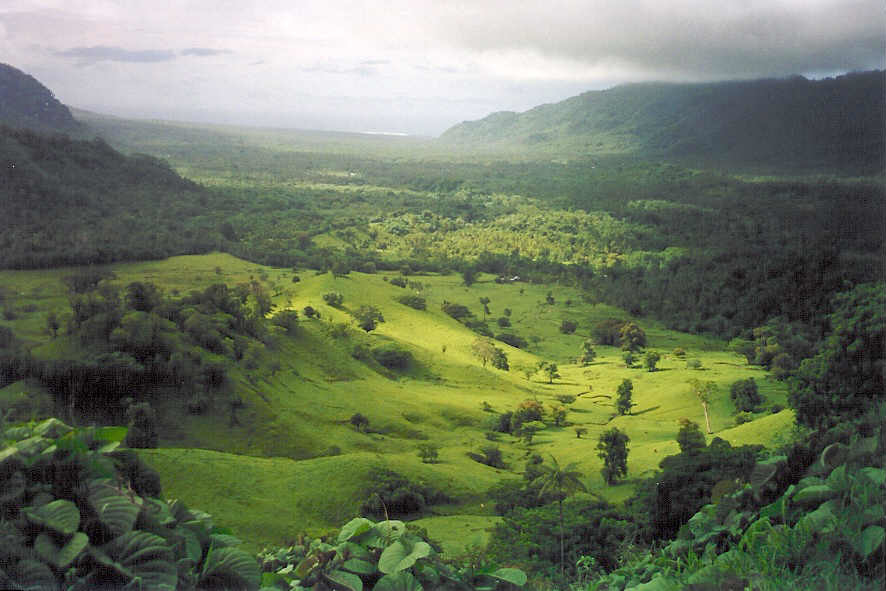
Widok na dolinę rzeki Falefy, Upolu